# Circuito de Getxo 2025
Il Circuito de Getxo 2025, ottantesima edizione della corsa e valida come evento dell'UCI Europe Tour 2025 categoria 1.1, si svolse il 3 agosto 2025 su un percorso di 172,2 km, con partenza da Bilbao e arrivo a Getxo, in Spagna. La vittoria fu appannaggio del messicano Isaac Del Toro, il quale completò il percorso in 3h59'11", alla media di 43,197 km/h, precedendo gli spagnoli Juan Ayuso e Alex Aranburu.
Sul traguardo di Getxo 76 ciclisti, dei 103 partiti da Bilbao, portarono a termine la competizione.

## Squadre e corridori partecipanti
| N.    | Cod. | Squadra                     |
| ----- | ---- | --------------------------- |
| 1-7   | MOV  | Movistar Team               |
| 11-17 | COF  | Cofidis                     |
| 21-27 | EUS  | Euskaltel-Euskadi           |
| 31-37 | UAD  | UAE Team Emirates XRG       |
| 41-47 | LTK  | Lidl-Trek                   |
| 51-57 | TEN  | TotalEnergies               |
| 62-67 | VSC  | Victoria Sports Pro Cycling |
| 71-75 | XSU  | XSpeed United Continental   |

| N.      | Cod. | Squadra                 |
| ------- | ---- | ----------------------- |
| 81-87   | CJR  | Caja Rural-Seguros RGA  |
| 91-97   | EKP  | Equipo Kern Pharma      |
| 101-107 | TPV  | Team Polti VisitMalta   |
| 111-117 | BBH  | Burgos-Burpellet-BH     |
| 121-127 | Q36  | Q36.5 Pro Cycling Team  |
| 131-137 | TSL  | Team Skyline            |
| 141-147 | IBA  | Illes Balears Arabay    |
| 151-157 | TSG  | Terengganu Cycling Team |

## Ordine d'arrivo (Top 10)
| Pos. | Corridore         | Squadra       | Tempo    |
| ---- | ----------------- | ------------- | -------- |
| 1    | Isaac Del Toro    | UAE           | 3h59'11" |
| 2    | Juan Ayuso        | UAE           | a 20"    |
| 3    | Alex Aranburu     | Cofidis       | s.t.     |
| 4    | Haimar Etxebarria | Kern          | a 22"    |
| 5    | Eduard Prades     | Caja Rural    | s.t.     |
| 6    | Pau Miquel        | Kern          | s.t.     |
| 7    | Jon Barrenetxea   | Movistar      | s.t.     |
| 8    | Toms Skujiņš      | Lidl          | s.t.     |
| 9    | Joris Delbove     | TotalEnergies | a 28"    |
| 10   | Gorka Sorarrain   | Caja Rural    | a 31"    |